# Ружичкова, Зузана
Зуза́на Ружичкова (чеш. Zuzana Růžičková; 14 января 1927, Пльзень — 27 сентября 2017, Прага, Чехия) — чешская клавесинистка и педагог еврейского происхождения. Вдова чешского композитора Виктора Калабиса (Viktor Kalabis). Народный артист Чехословакии (1989).

## Детство и ранняя жизнь
Зузана Ружичкова родилась в Пльзене, Чехословакия, в 1927 году. Её мать исповедовала ортодоксальный иудаизм, отец был атеистом. Сама Ружичкова считала себя не особенно религиозной. Семья владела магазином, а отец работал четыре года начальником отдела в магазине Гинзбурга в Чикаго в 1920-х годах. Несмотря на удачную карьеру в Соединенных Штатах, отец вернулся в Чехословакию, которая только недавно стала независимой от Австро-Венгерской империи в 1918 году. Благодаря отцу Зузана выучила английский язык. Она вспоминала о детстве как о чём-то «очень сладком» и «полном родительской любви».
После заболевания туберкулёзом в возрасте девяти лет начала брать уроки на фортепиано в качестве награды за её выздоровление. Её учительница фортепиано Мария Прованникова (Marie Provaníková) знакомила Зузану с произведениями Баха и предложила ей выбрать именно клавесин. Прованникова была настолько поражена талантом девочки, что написала письмо франко-польскому музыканту Ванде Ландовской, с просьбой принять Зузану ученицей в её музыкальную школу (École de Musique) в парижском пригороде Сен-Лё-ла-Форе (Saint-Leu-la-Forêt), как только она закончит обязательное школьное обучение. В конечном счете девочка так и не смогла продолжить обучение у Ванды Ландовской из-за вторжения нацистов в Чехословакию и реализации Нюрнбергских расовых законов.

## Вторая мировая война и оккупация Чехословакии
Нацисты начали оккупацию Чехословакии в 1938 году. В 1941 году гестапо начало организовывать транспорты для перемещения пльзеньских евреев в Терезин, гарнизонный городок, построенный в конце 18-го века. Первым заключённым была поставлена задача преобразования крепости и окружающих стен города в концлагерь, известный как Терезиенштадт (немецкое название Терезина). В Пльзене гестаповцы использовали еврейских детей, в том числе 13-летнюю Зузану Ружичкову, чтобы доставлять «приглашения» другим членам еврейской общины Пльзена, информирующие их о дате, когда они будут депортированы в лагерь. Ружичкова описала свой детский опыт: «Это было ужасно, доставка уведомлений. Мы видели жизнь в её самом худшем проявлении. Это был кошмар…»
В январе 1942 года, через три недели после получения «приглашения» из гестапо, Зузана и её семья были насильно переселены из Пльзена в концлагерь Терезиенштадт. Семья была погружена на поезд в Терезин. По прибытии в концлагерь Зузана встретила Фреди Хирша, 25-летнего немецкого еврея. Хирш взял на себя ответственность по заботе о детях лагеря путём организации мероприятий и уроков для них. Им были зарезервированы два барака для «детских домов».

## Дальнейшее музыкальное образование
Несмотря на экстремальные условия, в которые Зузана попала во время войны, её любовь к музыке не угасала. В концлагере Терезиенштадт она умудрилась брать уроки гармонии у заключённого Гидеона Кляйна. Перед её транспортировкой в Освенцим Ружичкова написала от руки ноты отрывков произведений Баха на бумаге, чтоб не расставаться с ним. Во время работы в Гамбурге она случайно услышала Шопена по радио и упала в обморок.
Одним из первых людей, с которым столкнулась Зузана Ружичкова после её возвращения в Пльзене, была её первая учительница фортепиано, Мария Прованникова. Зузана вспоминала, что, когда Мария увидела, в каком состоянии были её руки после четырёх лет концлагерей, она расплакалась. Эти четыре года нанесли не только физический, но и психологический урон, они также вызвали значительную задержку в её развитии в качестве музыканта. Для того чтобы быть принятой в музыкальную школу, Ружичковой пришлось пройти ряд обследований. Она начала обучение сначала, в классах с детьми, чтобы восстановить свои прежние навыки, и ей удалось продвинуться за несколько месяцев с третьего класса до уровня требуемой восьмой ступени. Вначале ей вновь пришлось учиться игре на фортепиано у Богдана Гзёлхофера, и в 1947 году она уже была в состоянии поступить в Академию музыкальных искусств в Праге. Несмотря на быстрый прогресс, один из её профессоров на экзамене был обескуражен её состоянием. Тем не менее Ружичкова поступила в Академию и решила специализироваться на клавесине и ранней музыке. В 1950 году она уже была в состоянии обеспечить свой статус в Академии и стала преподавать композиторам игру на фортепиано. Одним из её учеников стал будущий муж, чешский композитор Виктор Калабис.

## Карьера в послевоенной Чехословакии
После февральских событий в Чехословакии 1948 года на Ружичкову было оказано давление со стороны Коммунистической партии Чехословакии (КПЧ) с целью заставить её присоединиться к коммунистическому движению. Тем не менее она отказалась вступить в коммунистическую партию. Будучи студенткой, в Праге она предстала перед комитетом, когда стал известен тот факт, что Ружичкова читала произведения Зигмунда Фрейда, которые были запрещены. Как сотрудник факультета в Академии исполнительских искусств она стала предметом постоянных проверок, которые оценили её как профессионально, так и политически. Как еврейка она также была уязвима для преследования при коммунистическом правительстве. Примером антисемитизма в коммунистической Чехословакии являются показательные процессы 1952 года, на которых 14 членов Коммунистической партии Чехословакии были предметом публичного судебного разбирательства, направленного на очистку правительства от инакомыслящих. 11 из 14 обвиняемых были евреями. Ситуация была настолько опасной, что Ружичкова пыталась убедить Виктора Калабиса не жениться на ней. Тем не менее они поженились в декабре 1952 года.
В 1956 году Зузана Ружичкова выиграла Международный музыкальный конкурс ARD в Мюнхене, и ей была предложена стипендия от члена жюри Marguerite Roesgen-Champion, открывающая перспективы продолжить свои музыкальные исследования в области музыки в Париже. Виктор Калабис также был приглашен учиться в Париж, но паре не было разрешено выезжать за границу вместе, чтобы удержать их от побега на Запад. Виктор отправился в Париж один, но Зузана осталась в Чехословакии.
Несмотря на то что она не смогла поехать в Париж, её победа на Международном музыкальном конкурсе привела к дальнейшим приглашениям выступать во всей Европе. И так как она была высокооплачиваемой артисткой, правительство позволило ей путешествовать, но изымало всю иностранную валюту, которую артистка зарабатывала. Талант и успех сделал её ценной для государства, но, будучи беспартийной, она по- прежнему оставалась под подозрением у коммунистического правительства. Ей не разрешали преподавать музыку чешским студентам. Кроме того, её участие в Чешской филармонии было ограничено из-за её еврейского происхождения.
Давление было немного ослаблено после смерти Сталина и смягчения государственной политики. Ружичкова стала более свободной и иногда путешествовала с мужем. Однако они не пытались задерживаться на Западе, так как боялись за судьбы своих родственников, проживающих в Чехословакии. Впервые Зузана Ружичкова смогла записать музыку, что позволило ей стать известной и укрепило её связь с музыкой Баха. Это совпало с возрождением интереса к  музыке барокко в Западной Европе. В 1965 году Ружичкова заключила контракт на запись полного собрания произведений Баха.
В январе 2003 года Зузана Ружичкова отметила выступлением в пражском Рудольфинуме 50-летний юбилей концертной деятельности. Перестала выступать публично с 2004 года после болезни и смерти мужа. С 2006 года стала активно участвовать в различных музыкальных мероприятиях и комитетах, посвященных сохранению старинной музыки и направленных на открытие молодых музыкальных талантов. Она являлась президентом Фонда Виктора Калабиса и Зузаны Ружичковой, вице-президентом Международного комитета «Пражская весна», а также членом консультативных советов в Чешском обществе камерной музыки и Международного конкурса «Концертино Прага». Приняла активное участие в «Терезинской инициативе», с помощью которой был профинансирован памятный мемориал. Зузана Ружичкова также стала героиней предстоящего документального фильма о её жизни и музыке, который будет называться «Зузана: Музыка это жизнь», и премьера которого планируется в начале 2017 года. Считается «первой леди клавесина» и одним из ведущих мировых клавесинистов. В 2016 году переиздано полное собрание сочинений Баха в её исполнении. Записала около 100 альбомов.